# Fourth Division 1990-1991
La Fourth Division 1990-1991, conosciuta anche con il nome di Barclays Fourth Division per motivi di sponsorizzazione, è stato il 33º campionato inglese di calcio di quarta divisione. La stagione regolare ha avuto inizio il 25 agosto 1990 e si è conclusa l'11 maggio 1991, mentre i play off si sono svolti tra il 19 ed il 31 maggio 1991. Ad aggiudicarsi il titolo è stato il neopromosso Darlington, al primo successo nella competizione. Le altre quattro promozioni in Third Division sono state invece conseguite dallo Stockport County (2º classificato), dall'Hartlepool United (3º classificato), i due club tornano nella categoria superiore, rispettivamente, dopo ventidue e ventritre anni di assenza, dal Peterborough United (4º classificato) e dal Torquay United (che grazie alla vittoria nei play off ha festeggiato il ritorno in terza divisione a venti anni di distanza dalla sua ultima apparizione).
Capocannoniere del torneo è stato Steve Norris (Halifax Town) con 35 reti.

## Stagione

### Novità
In previsione dell'ampliamento dell'organico della Football League, che nella stagione successiva passò da 92 a 93 affiliati, le promozioni in Third Division furono cinque, anziché quattro. Per effetto di questa decisione, la successiva edizione del campionato vide al via 23 squadre.
Al termine della stagione precedente, insieme ai campioni di lega dell'Exeter City, salirono direttamente in Third Division anche: il Grimsby Town (2º classificato) ed il Southend United (3º classificato). Mentre il Cambridge United che giunse al 6º posto, riuscì a raggiungere la promozione attraverso i play-off. Il Colchester United, ultimo classificato, non riuscì invece a mantenere la categoria e retrocesse in Conference League.
Queste cinque squadre furono rimpiazzate dalla quattro retrocesse dalla Third Division: Cardiff City, Northampton Town, Blackpool e Walsall (quest'ultima alla seconda retrocessione consecutiva) e dalla neopromossa proveniente dalla Conference League: Darlington (risalito nel calcio professionistico inglese dopo una sola stagione).

### Formula
Le prime quattro classificate venivano promosse direttamente in Third Division, insieme alla vincente dei play off a cui partecipavano le squadre giunte dal 5º all'8º posto. Mentre l'ultima classificata retrocedeva in Conference League.

## Squadre partecipanti
| Squadra             | Città        | Stadio                    | Stagione precedente                     |
| ------------------- | ------------ | ------------------------- | --------------------------------------- |
| Aldershot           | Aldershot    | Recreation Ground         | 22º posto in Fourth Division            |
| Blackpool           | Blackpool    | Bloomfield Road           | 23º posto in Third Division, retrocesso |
| Burnley             | Burnley      | Turf Moor                 | 16º posto in Fourth Division            |
| Cardiff City        | Cardiff      | Ninian Park               | 21º posto in Third Division, retrocesso |
| Carlisle United     | Carlisle     | Brunton Park              | 8º posto in Fourth Division             |
| Chesterfield        | Chesterfield | Saltergate                | 7º posto in Fourth Division             |
| Darlington          | Darlington   | Feethams Ground           | 1º posto in Conference League, promosso |
| Doncaster           | Doncaster    | Belle Vue                 | 20º posto in Fourth Division            |
| Gillingham          | Gillingham   | Priestfield Stadium       | 14º posto in Fourth Division            |
| Halifax Town        | Halifax      | The Shay                  | 23º posto in Fourth Division            |
| Hartlepool United   | Hartlepool   | Victoria Park             | 19º posto in Fourth Division            |
| Hereford United     | Hereford     | Edgar Street              | 17º posto in Fourth Division            |
| Lincoln City        | Lincoln      | Sincil Bank               | 10º posto in Fourth Division            |
| Maidstone Utd       | Maidstone    | Watling Street (Dartford) | 5º posto in Fourth Division             |
| Northampton Town    | Northampton  | County Ground             | 22º posto in Third Division, retrocesso |
| Peterborough United | Peterborough | London Road               | 9º posto in Fourth Division             |
| Rochdale            | Rochdale     | Spotland Stadium          | 12º posto in Fourth Division            |
| Scarborough         | Scarborough  | Seamer Road               | 18º posto in Fourth Division            |
| Scunthorpe United   | Scunthorpe   | Glanford Park             | 11º posto in Fourth Division            |
| Stockport County    | Stockport    | Edgeley Park              | 4º posto in Fourth Division             |
| Torquay United      | Torquay      | Plainmoor                 | 15º posto in Fourth Division            |
| Walsall             | Walsall      | Bescot Stadium            | 24º posto in Third Division, retrocesso |
| Wrexham             | Wrexham      | Racecourse Ground         | 21º posto in Fourth Division            |
| York City           | York         | Bootham Crescent          | 13º posto in Fourth Division            |

## Classifica finale
|  | Pos. | Squadra          | Pt | G  | V  | N  | P  | GF | GS  | DR  |
|  | ---- | ---------------- | -- | -- | -- | -- | -- | -- | --- | --- |
|  | 1    | Darlington       | 83 | 46 | 22 | 17 | 7  | 68 | 38  | +30 |
|  | 2    | Stockport County | 82 | 46 | 23 | 13 | 10 | 84 | 47  | +37 |
|  | 3    | Hartlepool Utd   | 82 | 46 | 24 | 10 | 12 | 67 | 48  | +19 |
|  | 4    | Peterborough Utd | 80 | 46 | 21 | 17 | 8  | 67 | 45  | +22 |
|  | 5    | Blackpool        | 79 | 46 | 23 | 10 | 13 | 78 | 47  | +31 |
|  | 6    | Burnley          | 79 | 46 | 23 | 10 | 13 | 70 | 51  | +19 |
|  | 7    | Torquay Utd      | 72 | 46 | 18 | 18 | 10 | 64 | 47  | +17 |
|  | 8    | Scunthorpe Utd   | 71 | 46 | 20 | 11 | 15 | 71 | 62  | +9  |
|  | 9    | Scarborough      | 69 | 46 | 19 | 12 | 15 | 59 | 56  | +3  |
|  | 10   | Northampton Town | 67 | 46 | 18 | 13 | 15 | 57 | 58  | –1  |
|  | 11   | Doncaster        | 65 | 46 | 17 | 14 | 15 | 56 | 46  | +10 |
|  | 12   | Rochdale         | 62 | 46 | 15 | 17 | 14 | 50 | 53  | –3  |
|  | 13   | Cardiff City     | 60 | 46 | 15 | 15 | 16 | 43 | 54  | –11 |
|  | 14   | Lincoln City     | 59 | 46 | 14 | 17 | 15 | 50 | 61  | –11 |
|  | 15   | Gillingham       | 54 | 46 | 12 | 18 | 16 | 57 | 60  | –3  |
|  | 16   | Walsall          | 53 | 46 | 12 | 17 | 17 | 48 | 51  | –3  |
|  | 17   | Hereford Utd     | 53 | 46 | 13 | 14 | 19 | 53 | 58  | –5  |
|  | 18   | Chesterfield     | 53 | 46 | 13 | 14 | 19 | 47 | 62  | –15 |
|  | 19   | Maidstone Utd    | 51 | 46 | 13 | 12 | 21 | 66 | 71  | –5  |
|  | 20   | Carlisle Utd     | 48 | 46 | 13 | 9  | 24 | 47 | 89  | –42 |
|  | 21   | York City        | 46 | 46 | 11 | 13 | 22 | 45 | 57  | –12 |
|  | 22   | Halifax Town     | 46 | 46 | 12 | 10 | 24 | 59 | 79  | –20 |
|  | 23   | Aldershot        | 41 | 46 | 10 | 11 | 25 | 61 | 101 | –40 |
|  | 24   | Wrexham          | 40 | 46 | 10 | 10 | 26 | 48 | 74  | –26 |

Legenda:
      Promosso in Third Division 1991-1992.
  Ammesso ai play-off.
      Retrocesso in Conference League 1991-1992.
Regolamento:
Tre punti a vittoria, uno a pareggio, zero a sconfitta.
In caso di arrivo di due o più squadre a pari punti, la graduatoria verrà stilata secondo i seguenti criteri:
- differenza reti
- maggior numero di gol segnati

Note:

Il Wrexham è stato poi riammesso in Fourth Division 1991-1992.

## Spareggi

### Play-off

#### Tabellone
|  | Semifinali | Semifinali     | Semifinali | Semifinali | Semifinali |  |  | Finale                | Finale                | Finale |  |
|  |            |                |            |            |            |  |  |                       |                       |        |  |
|  | 8          | Scunthorpe Utd | 1          | 1          | 2          |  |  |                       |                       |        |  |
|  | 5          | Blackpool      | 1          | 2          | 3          |  |  | Blackpool             | Blackpool             | 2      |  |
|  | 7          | Torquay Utd    | 2          | 0          | 2          |  |  | Torquay Utd (4-5 dcr) | Torquay Utd (4-5 dcr) | 2      |  |
|  | 6          | Burnley        | 0          | 1          | 1          |  |  |                       |                       |        |  |

#### Semifinali
|                   | Risultati |                   | Luogo e data               |
| ----------------- | --------- | ----------------- | -------------------------- |
| Scunthorpe United | 1-1       | Blackpool         | Scunthorpe, 19 maggio 1991 |
| Blackpool         | 2-1       | Scunthorpe United | Blackpool, 22 maggio 1991  |
|                   |           |                   |                            |
| Torquay United    | 2-0       | Burnley           | Torquay, 19 maggio 1991    |
| Burnley           | 1-0       | Torquay United    | Burnley, 22 maggio 1991    |
|                   |           |                   |                            |

#### Finale
|           | Risultato     |                | Luogo e data                             |
| --------- | ------------- | -------------- | ---------------------------------------- |
| Blackpool | 2-2 (4-5 dcr) | Torquay United | Londra (Wembley Stadium), 31 maggio 1991 |
|           |               |                |                                          |